# Маније Отацилије Крас
Маније Отацилије Крас био је римски конзул и војсковођа.

## Биографија
Маније је био самнитског порекла. За конзула је изабран 263. године. Колега му је био Маније Валерије Масала. Двојица конзула и Апије Клаудије Каудекс предводили су римске трупе приликом похода на Сицилију одазивајући се на позив Мамертинаца које је сиракушки тиранин Хијерон опсео у Месани. Био је то почетак Првог пунског рата. Поход је завршен успехом. Опсада је разбијена, а око 60 сицилијанских градова признало је римску власт. Римљани су наставили поход ка југу освајајући три године касније и центар картагинске моћи на Сицилији - град Агригент.